# Nicole Pellegrin
Pour les articles homonymes, voir Pellegrin.
Nicole Pellegrin, née le 16 mai 1944, est une historienne française contemporaine, spécialiste de l'anthropologie historique des XVIe – XIXe siècles. Elle est chargée de recherche honoraire au CNRS.

## Biographie
Nicole Pellegrin naît en mai 1944 à Châteaugiron, issue d'une famille d'ouvriers bretons et d'une autre lignée d'ostréiculteurs de l'île d'Oléron.
Elle devient agrégée d'histoire-géographie en 1968,, puis chargée de cours à la Sorbonne, la même année. Elle soutient en 1979 une thèse d'histoire, intitulée Les bachelleries : organisations et fêtes de la jeunesse dans le Centre-Ouest du XVe au XVIIIe siècle, sous la direction de Pierre Goubert à l'université Paris-1,. Elle est chargée de recherche honoraire au CNRS et membre associée de l'IHMC (UMR 8066),. 
Nicole Pellegrin est cofondatrice de la SIEFAR, Société internationale pour l'étude des femmes de l'Ancien Régime, dont elle est membre du conseil d'administration de 2001 à 2009. Elle a rédigé près d'une quarantaine d'articles biographiques pour le Dictionnaire des Femmes de l'ancienne France de cette société savante. Elle collabore également à Musea, musée virtuel d'histoire des femmes et du genre, édité par l'université d'Angers, pour lequel elle conçoit l'exposition « Les genres de Jeanne d'Arc », mise en ligne en mai 2004.
Tendues vers l'analyse de la culture matérielle des sociétés préindustrielles, ses recherches s'attachent à comprendre les façons de faire et de dire, spécifiques ou communes à l'un et l'autre sexe. Ces pratiques et leurs évolutions révèlent comment se construisent, en France, les inégalités de genre en différents milieux. Plusieurs thématiques sont ainsi étudiées : les sociétés de jeunesse, les fêtes, les textiles (habits, mouchoirs, lisières, collections de tissus, vêtements de religion, etc.) et leurs pouvoirs identitaires (construction de soi et reconnaissance de l'autre), les lieux d'apprentissage du travail au féminin, ainsi que le rôle des dictionnaires de femmes illustres dans l'évolution vers une mémoire historique où les femmes soient visibles.
En 2017, elle publie un ouvrage sur le voile. Ces travaux  rappellent aussi que le voile n'est pas uniquement présent en terre d'Islam et qu'il concerne aussi les hommes.

## Publications (sélection)
- [1982] Les bachelleries : fêtes et organisations de la jeunesse dans le Centre-Ouest, XVIe – XVIIIe siècles, Poitiers, Société des Antiquaires de l'Ouest, coll. « Mémoires de la Société des Antiquaires de l'Ouest » (no tome 16, 4e série), 1982, sur gallica (présentation en ligne, lire en ligne).
- [1989] Les vêtements de la liberté : abécédaire des pratiques vestimentaires françaises, 1780-1800, Aix-en-Provence, 1989, sur gallica (lire en ligne).
- [Pellegrin & Bard 1999] Nicole Pellegrin et Christine Bard (dir.), « Femmes travesties : un « mauvais » genre » », Clio : Histoire, femmes et sociétés, no 10,‎ 1999 (présentation en ligne, lire en ligne [sur journals.openedition.org ou books.google.fr], consulté en août 2021).
- [Pellegrin & Winn 2003] Nicole Pellegrin et Colette Winn, Veufs, veuves et veuvages dans la France d'Ancien Régime (textes réunis par Nicole Pelegrin, présentés et édités par Colette H. Winn, Actes du Colloque de Poitiers, 11-12 juin 1998), Paris, éd. Honoré Champion, coll. « Colloques, congrès et conférences sur la Renaissance » (no 32), 2003, 347 p. (présentation en ligne).
- [2005] Entre inutilité et agrément. Remarques sur les femmes et l'écriture de l'Histoire à l'époque d'Isabelle de Charrière (1740-1806). (Discours inaugural). Utrecht, Universiteit Utrecht, Faculteit der Letteren. 32 p.  (ISBN 9789076912615)
- [2017] Voiles : une histoire du Moyen âge à Vatican II, Paris, CNRS éditions, 2017, 416 p. (ISBN 978-2-271-11710-6).
- [2018] Mais enfin qu'est-ce que votre féminisme ? (Choix de textes d'auteurs féministes), Flammarion, 2018 (ISBN 978-2-0814-2952-9).